# Britney Spears
Britney Jean Spears, ameriška pevka, tekstopiska in filmska, televizijska in gledališka igralka, * 2. december 1981, McComb, Mississippi, Združene države Amerike.
Rojena v McCombu, Mississippi in vzgojena v Kentwoodu, Louisiana, je Britney Spears pričela nastopati že kot otrok, in sicer predvsem z manjšimi vlogami v gledaliških igrah in televizijskih serijah. Leta 1997 je podpisala pogodbo z založbo Jive Records in leta 1999 izdala svoj prvi album, ...Baby One More Time. V prvem desetletju v glasbeni industriji je postala ugledna figura v središču popularne glasbe in popularne kulture, zaradi česar je bilo njeno zasebno življenje večkrat komentirano s strani medijev. S prvima dvema albuma je postala priznana pop ikona in podrla več rekordov v največji in najhitrejši prodaji, singla »...Baby One More Time« in »Oops!... I Did It Again« pa sta postala mednarodni uspešnici. Britney Spears so pripisali mnogo zaslug za preporod teen pop glasbe v poznih devetdesetih.
Leta 2001 je Britney Spears izdala svoj tretji glasbeni album, Britney, in leto dni kasneje zaigrala glavno vlogo v filmu Več kot dekle. Nato je prevzela ustvarjalni nadzor nad svojim četrtim glasbenim albumom, In the Zone, izdanim leta 2003, preko katerega so izšle uspešnice »Me Against the Music«, »Toxic« in »Everytime«. Po izidu dveh kompilacij se je Britney Spears soočila s težavami v zasebnem življenju, zaradi česar je za nekaj časa odšla v zaton tudi njena kariera. Njen peti glasbeni album, Blackout, je izšel leta 2007 in kljub majhni promociji sta singla »Gimme More« in »Piece of Me« postala precej uspešna. Leta 2008 je zaradi hospitalizacij in nepredvidljivega vedenja pritegnila veliko pozornosti javnosti. Istega leta je izšel njen šesti glasbeni album, Circus, katerega glavni singl je bila globalna uspešnica »Womanizer«. Po turneji The Circus Starring Britney Spears je izdala kompilacijo z njenimi najuspešnejšimi pesmimi, The Singles Collection, ki je vključevala tudi kanadsko in ameriško uspešnico »3«. Leta 2011 se je vrnila v glasbeni posel s sedmim glasbenim albumom, Femme Fatale, ki je izšel 29. marca tistega leta in katerega glavni singl, »Hold It Against Me«, je postal njen četrti singl, ki se je uvrstil na vrh ameriške glasbene lestvice. Album je takoj ob izidu zasedel prvo mesto na lestvici Billboard 200. S tem je Britney Spears postala prva ženska glasbenica, kar jih je kdaj imelo šest albumov takoj po izidu na prvem mestu te lestvice in sedem, ki so se takoj po izidu uvrstili med prva dva albuma na lestvici.
Britney Spears je po svetu prodala več kot 100 milijonov kopij svojih albumov in pesmi, s čimer je postala ena izmed najbolje prodajanih glasbenikov v zgodovini glasbe. Po podatkih organizacije Recording Industry Association of America (RIAA) je osma najbolje prodajana ženska glasbenica v Združenih državah Amerike, kjer naj bi prodala 32 milijonov izvodov albumov. Britney Spears so prepoznali tudi za najbolje prodajano žensko glasbenico v prvem desetletju 21. stoletja ter za petega najbolje prodajanega glasbenika sploh. Revija Billboard jo je označila za osmega najuspešnejšega ustvarjalca 2000. let. Junija 2010 se je uvrstila na seznam »100 najmočnejših in najvplivnejših slavnih na svetu« revije Forbes; po podatkih revije Forbes naj bi bila tudi tretja največkrat omenjena glasbenica na internetu.

## Življenjepis

### 1981–1997: Zgodnje življenje in začetek kariere
Britney Jean Spears se je rodila v McCombu, Mississippi, Združene države Amerike, kot drugi otrok Lynne Irene (rojena Bridges) in Jamesa Parnella Spearsa. Preko babice po mamini strani, ki se je rodila v Londonu, ima angleške korenine, njeni predniki pa prihajajo tudi z Malte. Ima starejšega brata Bryana Jamesa (roj. 1977) in mlajšo sestro Jamie Lynn (roj. 1991). Pri treh letih je začela trenirati ples v svojem domačem mestu, Kentwoodu, Louisiana, kjer so jo izbrali za samostojno izvajanje letnega recitata. Med otroštvom je tudi gimnastiko in petje, zmagala pa je na veliko državnih in otroških tekmovanjih. Pri petih letih je prvič nastopila na lokalnem nastopu njenega vrtca, kjer je pela pesem »What Child Is This?«. O svojih otroških ambicijah je Britney Spears kasneje povedala: »Bila sem v svojem svetu […] Že zelo zgodaj sem ugotovila, kaj moram delati.« Pri osmih letih je skupaj s svojo mamo Lynne Spears odpotovala v Atlanto na avdicijo za serijo The Mickey Mouse Club. Vodja avdicij Matt Cassella jo je zavrnil, saj naj bi bila v tistem času premlada za serijo, a jo je vseeno predstavil Nancy Carson, agentki iz New York Cityja. Slednjo je njen glas navdušil in predlagala je, da bi se Britney Spears pričela šolati na njeni šoli za poklicno umetnost nastopanja; kmalu zatem se je Lynne s svojima hčerkama preselila v New York. Britney Spears so prvič najeli za zamenjavo glavne vloge Tine Denmark v Off-Broadwayski gledališki igri Ruthless!. Pojavila se je tudi v takrat popularni televizijski seriji Star Search ter mnogih reklamah. Decembra 1992 so jo končno najeli za igranje v seriji The Mickey Mouse Club, vendar se je po koncu serije vrnila v Kentwood. Vpisala se je na akademijo Parklane blizu McComba, Mississippi. Čeprav se je spoprijateljila s skoraj vsemi svojimi sošolci, je šolo primerjala s »prvim prizorom iz filma Nimaš pojma [1995] z vsemi klišeji. […] Bilo mi je tako dolgčas. Bila sem organizatorka pri košarkaškem moštvu. Imela sem svojega fanta, odšla sem na maturantski in božični ples. A želela sem si več.«
Junija 1997 se je Britney Spears skupaj s svojim menedžerjem Loujem Pearlmanom odločila, da se pridruži dekliški glasbeni skupini Innosense. Njena mama Lynne Spears je družinskega prijatelja in odvetnika Larryja Rudolpha prosila za njegovo mnenje in mu skupaj z nekaj fotografijami poslala kaseto, na kateri Britney Spears poje na karaoke neko pesem Whitney Houston. Larry Rudolph se je odločil, da želi, da si izbere svojo založbo, za kar pa je potrebovala profesionalni demo posnetek. Poslal ji je neuporabljeno pesem Toni Braxton; Britney Spears je teden dni vadila, nato pa posnela svojo verzijo te pesmi v studiju s tonskim mojstrom. Z demo posnetkom je odpotovala v New York in se srečala s producenti iz štirih založb in se istega dne vrnila v Kentwood. Tri založbe so jo zavrnile, saj naj bi občinstvo želelo pop glasbene skupine, kot so Backstreet Boys in Spice Girls, misleč da »ne bo naslednje Madonne, naslednje Debbie Gibson ali naslednje Tiffany.« Dva tedna kasneje so producenti iz založbe Jive Records vzpostavili stik z Larryjem Rudolphom. Višji podpredsednik založbe, Jeff Fenster, je o njeni avdiciji kasneje povedal: »Zelo redko slišimo nekoga njene starosti, ki lahko pesmi poda čustveno vsebino in komercialnost. […] Za vse glasbenike je motivacija - 'tigrovo oko' - zelo pomembna. In Britney je to imela.« Naročili so ji, naj mesec dni dela s producentom Ericom Fosterjem Whiteom, ki naj bi njen glas preoblikoval iz »nižjega in ne dovolj osredotočenega« v »izrazito, nedvomno Britney.« Potem, ko je slišal posneto delo, ji je vodja založbe, Clive Calder, naročil, naj začne delati na albumu. Britney Spears si je na začetku za album zamislila »glasbo Sheryl Crow, le nekoliko mlajšo«, vendar je oblikovanje glasbe raje prepustila producentom. O svojih razlogih za to je kasneje povedala: »Zdelo se mi je bolj smiselno preiti na pop, ker ob tem lahko plešeš - to je bolj podobno meni.« Odletela je do studijev Cheiron v Stockholmu, Švedska, kjer so med marcem in aprilom 1998 posneli polovico albuma s producenti, kot so Max Martin, Denniz Pop, Rami Yacoub in drugi.

### 1998–2000:...Baby One More TimeinOops!... I Did It Again
Potem, ko se je Britney Spears vrnila v Združene države Amerike, je začela s svojo turnejo za promoviranje prihajajočega albuma, v sklopu katere je nastopala večinoma po nakupovalnih centrih. Na enem nastopu je zapela štiri pesmi, pri čemer sta jo spremljala dva spremljevalna plesalca. Nato je kot spremljevalna glasbenica nastopila na turneji glasbene skupine 'N Sync. Njen debitanski album, ...Baby One More Time, je izšel januarja 1999. Takoj po izidu je pristal na prvem mestu lestvice Billboard 200 in s strani organizacije Recording Industry Association of America (RIAA) mesec dni po izidu prejel dvojno platinasto certifikacijo. Po svetu je zasedel prvo mesto na glasbenih lestvicah v petnajstih različnih državah in v letu dni prodal deset milijonov kopij izvodov. Album je postal najbolje prodajan album najstniškega glasbenika vseh časov. Glavni singl iz albuma je nosil enak naslov, kot album sam. Na začetku so producenti iz založbe Jive Records želeli, da bi bil videospot za to pesem animiran; kakorkoli že, Britney Spears je ta predlog zavrnila in predlagala idejo katoliške šolarke, ki so jo v videospotu nazadnje tudi uporabili. Singl je ob prvem dnevu od izida prodal 500.000 kopij in zasedel prvo mesto na lestvici Billboard Hot 100, kjer je ostal še dva zaporedna tedna. Pesem »...Baby One More Time« je bila kasneje nominirana za grammyja v kategoriji za »najboljši ženski pop vokalni nastop«. Pristala je tudi na vrhu glasbene lestvice najbolje prodajanih singlov v Veliki Britaniji in postala najhitreje prodajan singl ženske ustvarjalke vseh časov, saj je prekosil prejšnji rekord, 460.000 prodanih izvodov v prvem tednu, kasneje pa še 25. najuspešnejša pesem v zgodovini britanskih glasbenih lestvic vseh časov. Britney Spears je tudi najmlajša glasbenica, kar jih je kdaj prodalo milijon kopij enega singla v tej državi. Pesem »(You Drive Me) Crazy« je izšla kot tretji singl iz albuma. Pristala je med prvimi desetimi singli na lestvicah v skoraj vseh državah in po njenem izidu je album ...Baby One More Time prodal več kot 26 milijonov kopij izvodov po svetu. Na aprilski naslovnici revije Rolling Stone leta 1999 se je pojavila Britney Spears, ležeč na svoji postelji, prekrita z modrcem, kratkimi hlačami in odprto majico. Ameriško družinsko združenje (AFA) je posnetek opisalo kot »motečo mešanico otroške nedolžnosti in odrasle seksualnosti« in menilo, da poziva »Boga-ljubeče Američane k bojkotu trgovin, ki prodajajo Britneyjine albume«. Britney Spears se je na ogorčenje odzvala z besedami: »Zakaj pa se razburjate? Imam trdne vrednote. […] To bi naredila še enkrat. Slike so se mi zdele dobre. In naveličala sem se večnih primerjav z Debbie Gibson in tem dekliškim popom.« Kmalu pred tem je v javnosti oznanila, da bo do poroke ostala devica.
28. junija 1999 je Britney Spears začela s svojo prvo turnejo, imenovano ...Baby One More Time Tour v Severni Ameriki, ki so jo kritiki v glavnem sprejeli pozitivno, vendar je sprožila nekaj kontroverznosti zaradi njenih pomanjkljivih kostumov. Z drugim delom turneje, naslovljenim kot Crazy 2k, je pričela marca 2000. Med koncerti je večkrat premierno izvajala ene izmed pesmi iz njenega novega albuma. Album Oops!... I Did It Again, njen drugi glasbeni album, je izšel maja 2000. Takoj po izidu je pristal na prvem mestu glasbene lestvice v Združenih državah Amerike, saj je že takrat prodal 1,3 milijona kopij izvodov, s čimer je podrla SoundScanov rekord za najvišjo prodajo katerega koli samostojnega izvajalca v prvem tednu. Album je po svetu prodal več kot 20 milijonov kopij. Novinar revije Rolling Stone, Rob Seinfield, je dejal, da je »fantastična stvar pri albumu Oops! to, da se pod plitko zunanjostjo skriva Britnejina kompleksna zahteva po zadovoljstvu, krvoločnosti in neprikriti strašljivosti, zaradi česar je pravi otrok rock & roll tradicije.« Glavni singl iz albuma, »Oops!... I Did It Again«, je zasedel prvo mesto na glasbenih lestvicah v Avstraliji, na Novi Zelandiji, v Združenem kraljestvu in mnogih evropskih državah. Album in glavni singl sta bila nominirana za grammyja v kategorijah za »najboljši pop vokalni album« in »najboljši ženski pop vokalni nastop«. Istega leta je začela s turnejo Oops!... I Did It Again World Tour, s katero je zaslužila 40,5 milijonov $; izdala je tudi svojo prvo knjigo, Britney Spears' Heart-to-Heart, ki jo je napisala v sodelovanju s svojo mamo. 7. septembra 2000 je nastopila na podelitvi nagrad MTV Video Music Awards. Na polovici nastopa si je strgala svojo črno obleko in tako razkrila barvni dres, prekrit s školjkami, čemur pa je sledila težka plesna rutina. Kritiki so ta trenutek označili za trenutek, ko je Britney Spears postala bolj provokativna izvajalka. Sredi medijskih ugibanj je potrdila, da hodi s članom glasbene skupine 'N Sync, Justinom Timberlakeom.

### 2001–2003:Britney,Več kot dekleinIn the Zone
Februarja 2001 je Britney Spears podpisala 7 do 8 milijonov $ vredno promocijsko pogodbo s podjetjem Pepsi in skupaj s svojo mamo izdala svojo drugo knjigo, imenovano A Mother’s Gift. Njen tretji glasbeni album, Britney, je izšel novembra 2001. Med turnejo so jo navdihnili hip hop glasbeniki, kot sta Jay-Z ter The Neptunes in želela je posneti album z glasbo, bolj podobno njihovi. Album je pristal na prvem mestu lestvice Billboard 200 in se uvrstil med prvih pet albumov na glasbenih lestvicah v Avstraliji, Veliki Britaniji in državah v srednji Evropi in po svetu prodal več kot 12 milijonov kopij izvodov. Stephen Thomas Erlewine iz spletne strani Allmusic album Britney opisal kot »posnetek, kjer si prizadeva poglobiti v svojo osebnost in ustvariti bolj odraslo, a še vedno razpoznavno Britney. […] Ker zveni kot delo zvezde, ki je sedaj našla in rafinirala svoj glas, je to njeno najboljše delo do zdaj.« Album je prejel dve nominaciji za nagrado grammy, in sicer v kategorijah za »najboljši pop album« in za »najboljši ženski pop vokalni nastop« za pesem »Overprotected« ter se uvrstil na seznam »100 najboljših albumov v zadnjih 25 letih« revije Entertainment Weekly". Prvi singl iz albuma, »I'm a Slave 4 U«, se je uvrstil med prvih deset pesmi na lestvicah po svetu. Nastop Britney Spears s pesmijo na podelitvi nagrad MTV Video Music Awards leta 2001 je vključeval tudi tigra v kletki in ogromnega albinskega pitona, ovitega čez njeno ramo. Nastop je močno kritizirala organizacija PETA, ki je trdila, da so z živalima ravnali grdo in začeli načrtovati peticijo proti njej, v kateri bi od nje zahtevali, da nosi oblačila brez krzna. Da bi promovirala album, je Britney Spears začela s turnejo Dream Within a Dream Tour. Slednjo so kritiki zaradi tehničnih inovacij, kot je na primer ogromen ekran iz ozadja, iz katerega na neki točki na oder izpustijo dve toni vode, večinoma hvalili. S turnejo so zaslužili 43,7 milijonov $, s čimer je postala druga najuspešnejša turneja leta 2002, po Cherini turneji Farewell Tour. Njeno kariero je istega leta revija Forbes še posebej zaznamovala, saj se je Britney Spears takrat uvrstila na vrh njihovega seznama najvplivnejših slavnih osebnosti. Dobila je tudi svojo prvo vlogo v filmu, in sicer v filmu Več kot dekle, ki je izšel februarja tistega leta. Čeprav so film v glavnem kritizirali, je večina kritikov pohvalila njeno igranje. Film Več kot dekle, za snemanje katerega so porabili 11 milijonov $, je po svetu zaslužil komaj 7 milijonov $.
Junija 2002 je Britney Spears odprla svojo prvo restavracijo, imenovano Nyla, v New York Cityju, vendar že novembra istega leta zaključila z upravništvom restavracije, za razlog pa je navedla slabo upravljanje in dejstvo, da ni »ostajala seznanjena s celotnim vodenjem.« Julija 2002 je oznanila, da si po vzela šestmesečni premor od svoje kariere; kakorkoli že, že v oktobru se je vrnila v studije in pričela snemati svoj novi album. Njeno razmerje z Justinom Timberlakeom se je končalo po treh letih. Decembra 2002 je Justin Timberlake kot drugi singl iz svojega debitanskega samostojnega albuma izdal pesem »Cry Me a River«. Videospot za pesem je vključeval žensko, ki je bila precej podobna Britney Spears, zaradi česar so se pojavile govorice o njeni nezvestobi. Na to se je slednja odzvala tako, da je skupaj s svojo prijateljico in pevko spremljevalnih vokalov, Annet Artani, napisala balado »Everytime«. Istega leta je glavni pevec skupine Limp Bizkit, Fred Durst, potrdil, da je imel razmerje z Britney Spears, le da je to kasneje tudi zanikal. V nekem intervjuju leta 2009 je dejal: »Takrat se mi je preprosto zdelo, da je za moškega, kot sem jaz, tabu imeti razmerje z dekletom, kot je ona.« Britney Spears je skupaj s Christino Aguilero s pesmijo »Like a Virgin« leta 2003 otvorila podelitev nagrad MTV Video Music Awards. Nekje na polovici se jima je pridružila tudi Madonna, s katero sta se med nastopom obe poljubili, kar je postal večkrat komentirani incident. Britney Spears je svoj četrti album, In the Zone, izdala novembra 2003. S tem, da je napisala in producirala večino pesmi, je imela večji kreativni vpliv nanj. Revija Vibe je album označila za »skrajno samozavestno plesno delo, ki pokaže tudi napredek Spearsove kot tekstopiske.« Organizacija NPR je album uvrstila na njihov seznam »50 najpomembnejših glasbenih del desetletja«, k čemur je dodala: »Zgodovina tega desetletja so zagotovo oblikovala njena pop dela.« Album In the Zone je v Združenih državah Amerike prodal 609.000 kopij izvodov v prvem tednu in takoj po izidu pristal na vrhu glasbene lestvice, s čimer je Britney Spears postala prva ženska glasbenica v obdobju SoundScana, katere prvi štirje albumi so vsi ob izidu zasedli prvo mesto na tej lestvici. Takoj ob izidu je zasedel tudi vrh francoske glasbene lestvice in se uvrstil med prvih deset albumov na lestvicah v Belgiji, na Danskem, Nizozemskem in Švedskem. Album In the Zone je po svetu prodal več kot 10 milijonov kopij. Preko albuma so izšle tudi uspešnice, kot so »Me Against the Music«, ki je nastala v sodelovanju z Madonno, »Toxic«, ki je prejela grammyja v kategoriji za »najboljši dance posnetek«, »Everytime« in »Outrageous«.

### 2004–2007: Kompilacije, materinstvo, težave v zasebnem življenju inBlackout
3. januarja 2004 se je Britney Spears v mali beli poročni kapeli v Las Vegasu, Nevada, poročila s svojim prijateljem iz otroštva, Jasonom Allenom Alexandrom. Zakon so 55 ur kasneje razveljavili, saj se Britney Spears »ni zavedala svojih dejanj«. Marca 2004 je pričela s svojo turnejo The Onyx Hotel Tour, s katero je promovirala album In The Zone. 8. junija 2004 je med snemanjem videospota za pesem »Outrageous« padla in si poškodovala svoje levo koleno. Nemudoma so jo odpeljali v lokalno bolnišnico, kjer so zdravniki izvedli rendgensko slikanje in odkrili, da si je zdrobila hrustanec. Naslednji dan je Britney Spears odšla na artroskopsko operacijo. Šest tednov je morala nositi oporo za stegno, čemur pa je sledilo osem do dvanajst tednov rehabilitacije, zaradi česar so turnejo The Onyx Hotel Tour odpovedali. V tistem času je preko prijateljstva z Madonno pričela sodelovati s centrom Kabbalah, neke vrste versko skupnostjo. Julija 2004 je oznanila svojo zaroko z ameriškim plesalcem Kevinom Federlineom, ki ga je spoznala tri mesece pred tem. Romanca je prejela veliko pozornosti s strani javnosti, saj se je Kevin Federline v tistem času pred kratkim razšel z igralko Shar Jackson, ki je bila takrat še vedno noseča z njunim drugim otrokom. Začetne faze njunega razmerja je dokumentiral prvi resničnostni šov Britney Spears, imenovan Britney & Kevin: Chaotic. Poroko sta sicer praznovala že 18. septembra 2004, a se do 6. oktobra nista uradno poročila, saj sta morala še legalizirati svojo predporočno pogodbo. Kmalu po poroki je izdala svojo prvo dišavo z Elizabeth Arden, Curious, ki je podrla rekord podjetja za najboljšo prodajo dišave v prvem tednu od izida. Oktobra 2004 je Britney Spears oznanila, da si bo ponovno vzela premor od svoje kariere in začela ustvarjati družino. Album Greatest Hits: My Prerogative, njena prva kompilacija z največjimi uspešnicami, je izšel novembra leta 2004. Njena verzija pesmi »My Prerogative« Bobbyja Browna je bila izdana kot glavni singl iz kompilacije ter se uvrstila med prvih deset pesmi na lestvicah na Finskem, Irskem, Norveškem in v Italiji. Drugi singl, »Do Somethin'«, je postal velika uspešnica v Avstraliji, Veliki Britaniji in drugih srednjeevropskih državah. Po svetu je kompilacija Greatest Hits: My Prerogative prodala več kot 5 milijonov kopij. Pozno leta 2004 je Britney Spears odšla na radio KIIS-FM v Los Angelesu, Kalifornija, kjer je zaigrala svoj novi demo posnetek, naslovljen kot »Mona Lisa«. Demo je sicer predstavljal prvi singl iz njenega prihajajočega albuma z naslovom Original Doll, ki pa ga je njena založba kasneje ukinila zaradi neznanih razlogov. Britney Spears je svojega prvega otroka, dečka po imenu Sean Preston Federline, rodila 14. septembra 2005.
Novembra 2005 je izdala svojo prvo kompilacijo z remixi, naslovljeno kot B in the Mix: The Remixes, ki jo je sestavljalo enajst remixov. Februarja 2006 so po internetu začele krožiti fotografije Britney Spears, ki vozi avto s sinom Seanom Prestonom v naročju namesto v otroškem sedežu. Zagovorniki pravic otrok so bili ogorčeni nad slikami, na katerih z eno roko drži volan, z drugo pa Seana. Britney Spears je trdila, da je do vsega skupaj prišlo zaradi strašnega srečanja s paparazzi in da je naredila napako. V prihodnjem mesecu je kot Amber Louise, zaprta homoseksualka, gostovalno zaigrala v epizodi »Buy, Buy Baby« serije Will in Grace. Junija 2006 je uradno oznanila, da ni več del verske skupnosti Kabbalah, k čemur je dodala še: »Moj otrok je moja religija.« Dva meseca pozneje je gola pozirala za naslovnico revije Harper's Bazaar. Fotografijo so večkrat primerjali s fotografijo Demi Moore za avgustovsko naslovnico revije Vanity Fair, posneto leta 1991. 12. septembra 2006 je rodila svojega drugega sina, Jaydena Jamesa Federlinea. 7. novembra 2006 je Britney Spears vložila zahtevo za ločitev od Kevina Federlinea, kot razlog za razvezo pa je navedla »nepremostljive razlike«. Njuna ločitev je bila finalizirana julija 2007, ko se je par dogovoril glede globalne poravnave in se strinjal glede skupnega skrbništva nad njunimi otroki. Teta Britney Spears, Sandra Bridges Covington, s katero si je bila zelo blizu, je umrla januarja 2008 zaradi raka na jajčnikih. 16. februarja 2007 je Britney Spears odšla na zdravljenje zaradi odvisnosti od drog v Antiguo, kjer pa je ostala manj kot en dan. Naslednjo noč si je z električnim brivnikom pobrila lase v frizerskem salonu v Tarzani, Los Angeles. V naslednjih tednih se je vpisala na druga zdravljenja. Po mesec dni dolgem programu zdravljenja je na svoji spletni strani napisala: »Resnično sem padla na dno. Do tega dne si nisem mislila, da je za vse skupaj kriv alkohol ali depresija. […] Bila sem kot slab otrok, ki se sprehaja naokoli z motnjo pozornosti.« Maja 2007 je producirala serijo promocijskih koncertov v Hiši bluesa, naslovljene kot The M+M's Tour. 1. oktobra 2007 so psihično skrbništvo nad njenima otrokoma podelili Kevinu Federlineu. Razlog sodišča za to javnosti niso razkrili.
Njen peti glasbeni album, Blackout, je izšel oktobra 2007. Takoj po izidu je pristal na vrhu glasbenih lestvic v Kanadi in na Irskem, na drugem mestu v Združenih državah Amerike (prvo mesto je takrat zasedel album Long Road out of Eden glasbene skupine Eagles), Franciji, Mehiki, Veliki Britaniji in na Japonskem ter med prvimi desetimi albumi na lestvicah v Avstraliji, Koreji, na Novi Zelandiji in v večini drugih evropskih držav. V Združenih državah Amerike je Britney Spears po izidu albuma Blackout postala prva ženska glasbenica, katere prvih pet albumov je takoj ob izidu zasedlo prvo ali drugo mesto na lestvici Billboard 200. Blackout je po svetu prodal več kot 3,1 milijona kopij izvodov. Peter Robinson iz revije The Observer je napisal: »Britney je ustvarila najboljši album svoje kariere, saj je dvignila cilje sodobnih pop izvajalcev z mešanico Timbalandovega albuma Shock Value in njenega lastnega črnega kataloga.« Dennis Lim iz revije Blender je napisal: »Peti glasbeni album Britney Spears je njen najskladnejši album do danes, saj ga sestavlja brezhibna zbirka svetlih in medenih electropop zvokov.« Album Blackout je prejel nagrado v kategoriji za »album leta« na podelitvi nagrad MTV Europe Music Awards leta 2008 in pristal na petem mestu seznama »najboljših pop albumov desetletja« revije The Times. Britney Spears je z glavnim singlom iz albuma, »Gimme More« na podelitvi nagrad MTV Video Music Awards leta 2007. Nastop so kritiki zelo kritizirali. David Willis iz BBC-ja je napisal, da se bo nastop »zapisal v zgodovinske knjige kot eden izmed najslabših s pomilovanjem na podelitvi MTV-jevih nagrad.« Kljub temu je singl postal svetovna uspešnica in pristal na vrhu glasbene lestvice v Kanadi ter med prvimi desetimi singli na skoraj vseh lestvicah, na katere se je uvrstil. Drugi singl iz albuma, »Piece of Me«, se je uvrstil na vrh lestvice na Irskem in med prvih deset pesmi na lestvicah v Veliki Britaniji, Avstraliji, Kanadi, na Danskem in Novi Zelandiji. Tretji singl iz albuma, naslovljen kot »Break the Ice«, je izšel naslednje leto in doživel moderaten uspeh, saj ga Britney Spears ni uspela uspešno promovirati. Decembra 2007 je pričela z razmerjem s paparazzom Adnanom Ghalibom.

### 2008–2010:Circusin The Circus Starring Britney Spears
3. januarja 2008 Britney Spears ni želela odreči skrbništva nad svojima otrokoma Kevinu Federlineu. Hospitalizirali so jo v zdravstveni center Cedars-Sinai, saj naj bi bila v času prihoda policije na njen dom pod vplivom prepovedanih substanc. Naslednji dan so po izrednem zaslišanju na sodišču Britney Spears prekinili pravico do obiskov njenih sinov in Kevin Federline je dobil samostojno psihično in legalno skrbništvo nad otrokoma. 31. januarja 2008 so Britney Spears namestili na psihiatrični oddelek zdravstvenega centra Ronald Reagan UCLA in jo tam zadržali proti njeni volji. Sodišče je njenemu očetu Jamesu Spearsu in odvetniku Andrewu Walletu dodelilo začasni uradni nadzor nad njo, s čimer so jima dodelili tudi popoln nadzor nad njenim premoženjem. 8. februarja 2008 so jo izpustili iz bolnišnice. Naslednji mesec je kot receptorka Abby zaigrala v epizodi »Ten Sessions« televizijske serije Kako sem spoznal vajino mamo. Za svoj nastop je prejela v glavnem pozitivne ocene s strani kritikov, epizoda pa je postala najbolje ocenjena epizoda te televizijske serije. Julija 2008 je Britney Spears ponovno pridobila nekaj pravic glede obiskovanja svojih sinov, saj sta s Kevinom Federlineom in njegovim odvetnikom sklenila sporazum o obiskih. 7. septembra 2008 je otvorila podelitev nagrad MTV Video Music Awards z vnaprej posnetim komičnim skečom z Jonahom Hillom in uvodnim govorom. Prejela je nagrade v kategorijah za »videospot leta«, »najboljši pop videospot« in »najboljši ženski videospot« za videospot pesmi »Piece of Me«.
Šestdesetminutni introspektivni dokumentarni film, naslovljen kot Britney: For the Record, je dokumentiral njeno vrnitev v glasbeno industrijo. Film, ki ga je režiral Phil Griffin, je bil v celoti posnet v Beverly Hillsu, Hollywoodu in New Yorku v tretji četrtini leta 2008. Glavno snemanje se je pričelo 5. septembra 2008, dva dneva pred njenim nastopom na podelitvi nagrad MTV Video Music Awards. Film For the Record je izšel preko MTV-ja 30. novembra 2008 in v prvi noči, ko se je predvajal dvakrat, si ga je ogledalo 5,6 milijona gledalcev. MTV je poročal, da je bil dokumentarni film o Britney Spears najbolje ocenjen film s strani občinstva, kar jih je kdaj predvajal MTV.
Njen šesti glasbeni album, Circus, je izšel decembra 2008. Glasbeni kritiki so ga v glavnem hvalili; kritiki spletne strani Metacritic so mu, na primer dodelili oceno 64/100. Album Circus je takoj ob izidu zasedel prvo mesto na glasbenih lestvicah v Kanadi, na Češkem in v Združenih državah Amerike ter se uvrstil med prvih deset pesmi na lestvicah v večini evropskih držav. V Združenih državah Amerike je Britney Spears postala najmlajša ženska glasbenica, katere pet albumov se je uvrstilo na prvo mesto lestvice Billboard 200 takoj po izidu, zaradi česar je bila omenjena v Guinessovi knjigi rekordov. Postala je tudi edina glasbenica v odbodbju SoundScana, katere štirije albumi so v prvem tednu od izida prodali 500.000 kopij. Album Circus je postal eden izmed najhitreje prodajanih albumov tistega leta in nazadnje po svetu prodal 4 milijone kopij. Glavni singl iz albuma, »Womanizer«, je postal njen prvi singl, ki se je uvrstil na prvo mesto lestvice Billboard Hot od singla »...Baby One More Time« in pristal na vrhu glasbenih lestvic v državah, kot so Belgija, Kanada, Danska, Finska, Francija, Norveška in Švedska. Bil je tudi nominiran za grammyja v kategoriji za »najboljše plesno delo«. Januarja 2009 sta Britney Spears in njen oče James izdala nalog za prepoved približevanja njenega menedžerja Sama Luftija, njenega bivšega fanta Adnana Ghaliba in odvetnika Jona Eardleyja - vsi, kot so zagotavljali dokumenti sodišča, so sodelovali v zaroti, s katero so nameravali prevzeti nadzor nad njenimi posli. Adnanu Ghalibu in Samu Luftiju je prepoved približevanja prepovedovala komunikacijo z Britney Spears in od njiju zahtevala, da sta ostala vsaj 250 metrov stran od nje, njene lastnine in članov njene družine. Marca 2009 je Britney Spears začela s svetovno turnejo The Circus Starring Britney Spears. Z zaslužkom 131,8 milijonov $ je turneja postala peta najbolje prodajana turneja v Združenih državah Amerike tistega leta.
Njen drugi album z največjimi uspešnicami, The Singles Collection, je izšel novembra leta 2009. Pesem »3« je postala njena tretja pesem, ki se je uvrstila na vrh lestvice Billboard Hot 100 ter hkrati tudi prva pesem v treh letih, ki je prvo mesto te lestvice zasedla že takoj ob izidu. Pozneje tistega meseca je izdala aplikacijo za iPod Touch in iPhone, imenovano »It's Britney!«. Maja 2010 so njeni predstavniki potrdili, da Britney Spears hodi s svojim agentom, Jasonom Trawickom, in da sta se zaradi tega odločila prekiniti svoje poslovne stike in se osredotočiti na svoje zasebno razmerje. Britney Spears je oblikovala omejeno izdajo oblačil za trgovino Candie's, ki je v trgovinah izšla v juliju leta 2010. 28. septembra tistega leta se je pojavila v epizodi ameriške televizijske serije Glee, naslovljeni kot »Britney/Brittany«, ki je bila posvečena njej. Britney Spears je epizodo hvalila, čeprav so ji kritiki namenili mešane ocene. Epizoda je postala druga najbolje gledana epizoda serije Glee in najvišje ocenjena epizoda v celotni seriji.

### 2011 - danes:Femme Fatale, turneja in zamenjava založbe
Marca 2011 je Britney Spears izdala svoj sedmi glasbeni album, Femme Fatale. Album in njegov prvi singl, »Hold It Against Me«, sta producirala Max Martin in Dr. Luke. Singl je takoj po izidu pristal na prvem mestu lestvice Billboard Hot 100, s čimer je postal četrti singl Britney Spears, ki je takoj po izidu pristal na vrhu te lestvice. S tem je Britney Spears postala tudi šele druga glasbenica, ki je imela na vrhu te lestvice dva različna singla takoj po izidu le-teh zapored, po Mariah Carey. Album je pristal na prvem mestu najbolje prodajanih albumov v Združenih državah Amerike (kjer je v prvem tednu od izida prodal 276.000 izvodov, s čimer je postal njen najslabše prodajani album takoj po izidu od albuma ...Baby One More Time), Avstraliji in Kanadi ter se uvrstil med deset najbolje prodajanih albumov na vseh lestvicah. Zaradi njegovih dosežkov na glasbeni lestvici v Združenih državah Amerike je Britney Spears tretja ženska z največ albumi, ki so takoj ob izidu zasedli prvo mesto na tej lestvici, poleg Mariah Carey in Janet Jackson. Albumu so glasbeni kritiki dodelili v glavnem pozitivne ocene; novinarji s spletne strani Metacritic so mu dodelili 67 pozitivnih ocen, s čimer je postal njen najbolje ocenjeni album na tej spletni strani od albuma Oops!... I Did It Again. Mnogi kritiki, vključno z novinarjem revije Rolling Stone, so menili, da je to eden izmed njenih najboljših albumov. Nekateri pa so Britney Spears vseeno kritizirali, saj naj bi premalo sodelovala pri albumu, njeni vokali pa naj bi bili preveč sprogramirani, zaradi česar zveni kot »sprogramiran Britbot«. Aprila 2011 je posnela remix za Rihannino pesem »S&M«, potem ko je ta svoje oboževalce preko Twitterja vprašala, s kom naj sodeluje. Pesem je zasedla prvo mesto na lestvici v ZDA sredi aprila, s čimer je postal njen peti singl, ki je zasedel prvo mesto na tej lestvici. Zgodaj maja 2011 je Britney Spears izdala drugi singl z albuma Femme Fatale, »Till The World Ends«, ki je zasedel tretje mesto na lestvici Billboard Hot 100, na spletni strani revije Billboard pa ga je ocenilo osemindevetdeset milijonov ljudi, s čimer je postal njen največkrat ocenjen singl v trinajstletni karieri. Tretji singl z albuma Femme Fatale, »I Wanna Go«, se je junija 2011 uvrstil med prvih štirideset pesmi na lestvici Billboard Hot 100. Med ženskimi glasbenicami, ki so delovale zadnjih trinajst let, ima Britney Spears največ singlov, ki so na tej lestvici zasedli eno izmed prvih štirideset mest, in sicer enaindvajset.
4. marca 2011 je Britney Spears oznanila, da bo poleti leta 2011 po dveh letih zopet odšla na turnejo, in sicer po Združenih državah Amerike. Na začetku so nameravali organizirati turnejo, na kateri bi nastopala tako Britney Spears kot Enrique Iglesias, vendar je slednji odpovedal le nekaj ur pred objavo. Kmalu zatem so za zamenjavo imenovali raperko Nicki Minaj, ki pa je nastopila samo na koncertih v Severni Ameriki. Turneja Femme Fatale Tour se je pričela 16. junija 2011 s koncertom v pavilijonu Power Balance v Sacramentu, Kalifornija. Mnogi kritiki so opazili, da je med koncerti pela v živo in so domnevali, da se s tem želi odzvati na obtožbe, da na turneji The Circus Starring Britney Spears ni pela v živo. Veliko jih je napisalo tudi, da je bilo njeno plesanje boljše kot v prejšnjih letih.
15. junija 2011 je revija Billboard oznanila, da se bo založba RCA/Jive Label Group razšla, saj se bo založba Jive Records priključila založbi Epic Records, založba RCA Records pa bo ostala pri svoji skupini. Nekateri glasbeniki, ki imajo sklenjeno pogodbo z založbo Jive Records, kot na primer Usher in P!nk, bodo podpisali pogodbo Epic Records, Britney Spears pa »bo po vsej verjetnosti« ostala pri založbi RCA Records. Leta 2011 so Britney Spears tožili za 10 milijonov $ zaradi kršenja pogodbe s podjetjem Brand Sense Partners, preko katerega je izšla njena linija dišav. Podjetje je trdilo, da jim je Britney Spears po sklenjeni pogodbi z Elizabeth Arden obljubila 35 % dobička, vendar sta z njenim očetom »na skrivaj sklenila ločeno pogodbo z Elizabeth Arden na zvit, prikrit način in se tako skušala izogniti svojim dolžnostim do podjetja Brand Sense«, ki ni dobilo nič denarja. Spears later filed a counter-suit that claims the company withheld proceeds from her and failed to pay interest on those proceeds. Avgusta 2011 je izšla njena nova dišava, imenovana Cosmic Radiance.
13. novembra 2021 je sodišče v Los Angelesu odpravilo skrbništvo očeta nad njo in njenim premoženjem.

## Glasbeni stil in javna podoba
Po njenem debitanskem albumu je Britney Spears javnost začela označevati za voditeljico preporoda teen pop glasbene zvrsti v poznih devetdesetih. Nek novinar revije The Daily Yomiuri je, na primer, poročal, da jo »glasbeni kritiki že veliko let hvalijo kot najbolj nadarjen najstniški pop idol, vendar Spearsova namerava postati še pomembnejša - njen cilj je doseči superzvezdništvo, ki ga uživata Madonna in Janet Jackson.« Novinar revije Rolling Stone je napisal: »Britney Spears izvaja na klasični arhetip najstniške kraljice rock & rolla, lutke iz blaga, angelskega otroka, ki je ravnokar prišel na sceno.« Rami Yacoub, ki je skupaj s tekstopiscem Maxom Martinom produciral prvi album Britney Spears, je komentiral: »Že od prejšnjih del Denniza Popa in Maxa Martina vem, da gre pri izvajanju pesmi predvsem za to, kakšen nos imaš. Z glasbenima skupinama N' Sync in Backstreet Boys se moramo zelo truditi za to, da iz sebe spravijo tisti nosni glas. Ko pa je to naredila Britney, je pela s tistim hripavim, privlačnim glasom.« Po izidu njenega prvega albuma je Chuck Taylor revije Billboard je ob izidu njenega prvega albuma napisal: »Spearsova je postala vzorna izvajalka z lepimi plesnimi gibi, jasnim realnim čeprav mladim in funkovskim glasom ... '(You Drive Me) Crazy', njen tretji singl ... demonstrira razvoj nje same in dokazuje, da je sedemnajstletnica našla osebnost svojega glasu po toliko mesecih predane vaje.« Stephen Thomas Erlewine s spletne strani Allmusic je njeno glasbo označil za »mešanico nalezljivih pesmi z besedami, kakršne so vključene v rap glasbo, dance-popa in nežnih balad.« Britney  Spears je kasneje komentirala: »Z albumom ...Baby One More Time nisem pokazala svojega glasu. Pesmi so bile krasne, a mi niso predstavljale pravega izziva.«
Na albumu Oops!...I Did It Again in naslednjih albumih je Britney Spears delala z R&B producenti, kar je vodilo do »kombinacije dekliškega popa, urbanega soula in lepih melodij.« Njen tretji album, Britney, je »ritmično in melodično« izviral iz teen pop niše, a je bil »ostrejši in težji kot njeni prejšnji albumi. Kar je bilo včasih velikanska pena, ima sedaj dodanega nekaj disko prizvoka, ki ga izpopolni še Spearsova s svojim ognjenim samoodločanjem, s čimer pripomore k v glavnem zelo dobri prodaji, vsekakor boljši, kot pri njenih prvih dveh albumih.« Guy Blackman iz revije The Age je napisal, da čeprav samo nekateri poslušajo cel album Britney Spears, »se gre Spearsova za svoj uspeh zahvaliti svojim najuspešnejšim pesmim, saj te, ne glede na to, koliko ljudi je delalo na njih in kako dobro so izpopolnjene, občinstvo vedno prepričajo zaradi njene predstavitve, njene predanosti in njene prisotnosti. Njeni v glavnem najstniški oboževalci so mnenja, da Spearsova v svojih pesmih odlično opiše razlike v zahtevah in pričakovanjih v adolescenci, napetost med nedolžnostjo in seksualnimi izkušnjami, med uporništvom in odgovornostjo, med samozavestjo in ranljivostjo.«
Njene vokalne sposobnosti so večkrat kritizirali in jo primerjali z njeno nasprotnico v pop glasbi, Christino Aguilero. Kritik Allan Raible je kritiziral album Circus, in sicer zaradi prevelikega zanašanja albuma na digitalne učinke in zaradi robotskih učinkov, ki naj bi bili posledica prvega. »Nikoli ni bila dobra vokalistka...« je napisal Allan Raible. »Bi lahko te pesmi izvedla dobro z golimi ureditvami in brez kakršnih koli vokalnimi ureditvami? Še pomembnejše, bi želel kdo poslušati njen poskus takšnega nastopa? Je to sploh pomembno? Ne. Poudarek je še vedno na podobi, ne na vsebini.« Njena podoba in osebnost sta pogosto primerjani s podobo in osebnostjo Christine Aguilere. David Browne iz revije Entertainment Weekly je napisal: »Christina Aguilera morda pokaže nekaj kože in popek, vendar z glasbo in manirami ne želi nikogar užaliti — je pridno dekle, ki se pretvarja, da je slabo. Spearsova pa je slabo dekle, ki se pretvarja, da je dobro ... njen umetno sladki glas je precej manj zanimiv kot učinki, uporabljeni v njenih pesmih, vendar jo zaradi njenih balad še vseeno primerjajo z Aguilerino omrtvičeno vokalno telovadbo.« Poleg tega je kritik s spletne strani Allmusic napisal: »Kot njena vrstnica Christina Aguilera je tudi Britney veliko prezrela na področju spolnosti in glasne glasbe v nočnih klubih ... Kjer Christina deluje kot rojena prostitutka, je Britney sošolka iz kolidža, ki pije in kadi in pleše in seksa skoraj malce preveč nepremišljeno, saj si to prvič lahko privošči nekaj svobode.« Sal Cinquemani iz revije Slant Magazine dodal: »Razlike med Aguilero in Spearsovo ne smemo meriti glede na barvo glasu in oktave, ki jih obsegata njuna glasova ... [Aguilerina] popularnost ne bo nikoli dosegla majhnega dela Britneyjine.«
Med pisanjem ocene albuma Femme Fatale leta 2011 je Adam Markovitz iz revije Entertainment Weekly komentiral kulturni pomen glasu in glasbe Britney Spears. »O Britney Spears največkrat ne razmišljamo kot o glasbenici... Vedno jo pošljemo naravnost na glasbene lestvice, preprosto zato, ker je Britney. Je ameriška inštitucija, sveta in zmedena kot poklicni boksar ali gusar. Glasbeno pa bo Spearsova vedno prepoznavna po svojih lastnih zlatih standrdih in pop evfoniji: operacija 'Toxic' iz leta 2004 in sladka funk glasba iz pesmi 'Oops!...I Did It Again' iz leta 2000. Spearsova ni tehnična pevka, to zagotovo. Ampak ker je za njo stena denarja Martina in Dr. Lukea, je njen glas postal mešanica govorjenja dojenčkov in hropenja, ki je po njihovem pretiravanju s pridelavo postal tako kulten in propulziven, da ga lahko primerjamo z vreščanjem Michaela Jacksona in renčanjem Eminema.«
Kot pri drugih pop zvezdnikih so tudi o Britney Spears večkrat poročali, da na svojih koncertih ne poje v živo. Pisatelj Gary Giddins je v svoji knjigi Naravni izbor: Gary Giddins o komediji, filmih, glasbi in knjigah (pod izvirnim naslovom, Natural selection: Gary Giddins on comedy, film, music, and books, je izšla leta 2006), da »so med mnogimi izvajalci, ki so jih obtožili, da odpirajo usta, medtem ko težko delo opravlja stroj, tudi Britney Spears, Luciano Pavarotti, Shania Twain, Beyoncé in Madonna.« Rashod D. Ollison iz revije The Baltimore Sun je napisal: »Mnogi pop zvezdniki ... zvenijo tako, da lahko samo poiščejo nekaj za izboljšavo svojega glasu. Od vzpona MTV-ja in drugih kanalov, kjer predvajajo videospote, pop občinstvo vključujejo v izdelavo videospotov z različnimi tehnološkimi učinki, enkratno koreografijo, enkratnimi oblačili in čudovitimi telesi. Hkrati pa od njih pričakujemo popolnost, ki ne bo vidna samo v videospotih, temveč tudi pri nastopih na odru. Če Britney Spears, Janet Jackson ali Madonna zvenijo piskavo in ne enako, kot na skladbi, predvajani na radiu, oboževalci ne bodo odšteli 300 $ za koncertno vstopnico.« Gary Giddins dodaja: »Poročajo, da imajo oboževalci Britney Spears raje, da ne poje v živo (kljub temu, da ona zanika, da kadarkoli ne bi pela v živo), saj za veliko denarja, ki ga plačajo za koncert, pričakujejo brezhibno digitalizacijo.« V Avstraliji je Virginia Judge, vodja ministrstva za pravično trgovanje Novega južnega Walesa svetovala, naj na vstopnice za koncerte, kjer ne izvajajo pesmi v živo, natisnejo izjavo o omejeni odgovornosti. Povedala je še: »V nekaterih primerih ljudje lahko odidejo in kupijo vstopnico ter mislijo, da bodo videli nastop v živo … za nekatere ljudi to pomeni, da je vse v živo, vse sveže, vse naj bi se zgodilo v trenutku in nič ni posneto vnaprej. Želimo se prepričati, da plačujejo za tisto, kar menijo, da bodo dobili.« O razširjenosti nastopanja z vnaprej posnetimi pesmimi je novinar revije Los Angeles Daily News napisal: »Je to v kontekstu koncerta Britney Spears sploh pomembno? Kot pri vegaški prireditvi tudi pri njenih koncertih glasbe sploh ne slišiš, saj se vse vrti okoli nekega naravnost smešnega spektakla.« Tudi Aline Mendelsohn iz revije Orlando Sentinel je napisala: »Naj si bomo na nečem na jasnem: pri koncertu Britney Spears glasba ni pomembna ... morate si zapomniti, da se gre pri njej za to, kar vidite, na kar slišite.« Kritik Glenn Gamboa je menil, da so koncertne turneje »kot njeno življenje - ogromen podvig, s katerim se zasluži veliko denarja, ki je narejen samo zato, da bi razkazali njene talente in občinstvo od njenih pomankljivosti odvrnili z mešanico techno obarvane spolne privlačnosti in na trenutke tudi z disco glasbo. In, kot njeno življenje, se vse skupaj bolj ali manj vrti okoli uspeha.«

### Vplivi
Čez svojo kariero so Britney Spears zaradi podobnosti v glasu, koreografiji in nastopih na odru večkrat primerjali z Madonno in Janet Jackson, za obe pa je dejala, da sta zelo vplivali na njeno delo. Za svojo inspiracijo je označila tudi Michaela Jacksona. Britney Spears sama je nekoč povedala: »Ko sem bila še mlajša, sem se zgledovala po ljudeh... kot sta, saj veste, Janet Jackson in Madonna. In meni sta predstavljali veliki inspiraciji. A imela sem tudi svojo identiteto in vedela sem, kdo sem, saj veste.« Leta 2002 je bil v knjigi Madonnin stil (Madonnastyle) Carol Clerk objavljen citat Britney Spears: »Velika oboževalka Madonne sem že odkar sem bila majhno dekle. Je oseba, po kateri sem se zares zgledovala. Zelo, zelo, zelo rada bi postala legenda, kot je Madonna.«
Veliko kritikov je menilo, da Britney Spears ne bi smeli uvrstiti v isto kategorijo talentov, kot Madonno in Janet Jackson. Novinarki Erika Montalvo in Jackie Sheppard iz revije Rocky Mountain Collegian sta napisali: »Nekateri morda menijo, da Spearsova ni samo dobra glasbenica, temveč tudi pomembna kulturna ikona.« Kakorkoli že, pri ocenjevanju njenih glasbenih sposobnosti se kritiki sprašujejo, »kaj ima gdč. Spears v resnici skupnega z rock divami, kot sta Janet Jackson in Madonna, s katerimi jo primerjajo?« Joan Anderman iz revije The Boston Globe je napisal: »Trinajst zamenjanih kostumov v devetdesetih minutah je ne bo blagoslovilo z Madonnino intiligenco ali kulturnim barometrom. Armada z vrhunskimi R&B producenti ji ne bo priskrbela smisla za humor ali iskrenega nasmeha Janet Jackson ... Britneyjini heroji niso odlični pevci. Vendar so pravi pevci. Spearsova na svojih posnetkih zveni robotsko, skoraj nečloveško, tako digitalno s sintetizatorjem predelan je njen glas.«
Reporter Ed Bumgardner je njeno spremembo od princese teen popa, kar je bila na začetku, v odrasli seks simbol z albumom Britney komentiral z besedami: »Za svoje je sprejela iztočnice dveh velikih glasbenic, Madonne in Janet Jackson, obe pa sta nesramno popačeni in, tako kot Spearsova sama, celo v najboljšem primeru samo zadovoljivi pevki.« Kritik Shane Harrison je napisal: »Od minimalnih udarcev in pesmi 'I'm a Slave 4 U', ki je precej podobna pesmi 'Nasty' do raztresenih citatov v pesmi 'Boys', imam pri [album Britney] občutek, da je [Spearsova] poskušala oponašati album Control Janet Jackson.« Zaradi dokumentiranja reševanja zasebnih težav in socialnih vprašanj Janet Jackson v njenem delu in Madonnini sposobnosti nenehnega ponovnega postavljanja mej družbeno sprejemljivega materiala v industriji, so glasbo Britney Spears večkrat primerjali z njuno glasbo, saj »medtem ko Jacksonova in Madonna pišeta svojo glasbo o stvareh, ki so zanju pomembne, glasba [Spearsove] zveni kot optimistična različica obeh: balade tipa 'Želim odrasti, vendar mi mediji tega ne pustijo,' ali 'Muc, muc, muc, svoje perilo nosim zunaj svojih usnjenih hlač!'« Poleg tega je Guy Blackman napisal, da čeprav »nihče ne trdi, da je Spearsova neke vrste pionirka v ustvarjanju popa, je pri njeni glasbi še veliko stvari, ki so nam lahko všeč. V času svojih svetovnih uspešnic je bila na samem vrhu in dosegla najvišjo možno točko globalnega pop superzvezdništva. Spearsova ni samo delala z velikimi imeni, velikim imenom je dajala imena, tako pomembna pa je ostajala še leta, medtem ko so najuspešnejše starlete na sceni uspele zdržati le nekaj mesecev.«
Potem, ko je Britney Spears srečala tudi osebno, je Janet Jackson dejala: »Rekla mi je: 'Sem tako velika oboževalka; res te občudujem.' To je tako laskavo. Vsi morajo dobiti navdih od nekje. In enkratno je, da se po tebi zgleduje nekdo, ki poje in pleše in s katerim se poveže toliko ljudi. Veliko ljudi meni, da je to postranskega pomena, vendar je v resnici zares pozitivna stvar.« Madonnino spoštovanje do Britney Spears je pritegnilo veliko pozornosti medijev. Santiago Fouz-Hernández in Freya Jarman-Ivens, avtorja knjige Madonnini potopljeni svetovi: novi pristopi k njeni kulturni spremembi, 1983–2003 (pod originalnim naslovom, Madonna's drowned worlds: new approaches to her cultural transformations, 1983–2003, izdana leta 2004), sta v knjigi napisala, da je najbolj znano medgeneracijsko razmerje odnos med Britney Spears in Madonno, v katerem »so glasbeni mediji postali skoraj obsedeni z njunim razmerjem vzajemnega občudovanja.« Tudi biografi so poročali, da »nekateri opazovalci popularne kulture menijo, da so primerjave med glasbenicama brez pomena zaradi Madonninega unikatnega prispevka h glasbi; Madonna nikoli ni bila 'samo še ena pop zvezdnica', medtem ko Britney z lahkoto zamenjamo z večino pop ustvarjalcev.«

## Zapuščina
Britney Spears je postala mednarodna pop zvezdnica takoj po začetku svoje kariere. Nek novinar revije Rolling Stone je napisal: »Kot ena izmed najbolj kontroverznih in najuspešnejših ženskih vokalistk 21. stoletja je na čelu vzpostavljanja post-tisočletnega najstniškega popa ... Spearsova je zelo zgodaj ustvarila mešanico nedolžnosti in izkušenosti, kar je bilo pogubno za njeno konkurenco.« Guinessova knjiga rekordov je njen album ...Baby One More Time, ki je prodal več kot 13 milijonov kopij izvodov samo v Združenih državah Amerike, označila za »najbolje prodajan albume najstniškega samostojnega ustvarjalca«. Melissa Ruggieri iz revije Richmond Times-Dispatch je poročala: »Postala je tudi najbolje prodajana najstniška ustvarjalka. Preden je leta 2001 dopolnila dvajset let, je Spearsova po svetu prodala več kot 37 milijonov albumov.«
Barbara Ellen iz revije The Observer je poročala: »Spearsova je poznana tudi kot ena izmed 'najstarejših' najstniških pop zvezdnikov vseh časov, a je pri osredotočanju in določanju že skoraj v srednjih letih. Veliko devetnajstletnikov sploh še ni začelo delati, medtem ko Britney, bivša Disneyjeva zvezdnica, najbolj nenavaden in nestanoviten ameriški fenomen — otrok s kariero. Medtem ko so druge majhne deklice lepile plakate na stene svojih sob je Britney želela biti plakat na teh stenah. Medtem ko so se drugi otroci razvijali v svojem ritmu, se je Britney razvijala v ritmu, ko je v katerega jo je prisilila tekmovalna ameriška zabavna industrija.« »Britney Spears« je postal največkrat iskani izraz na iskalniku Yahoo! med letoma 2005 in 2008, vsega skupaj pa v sedmih različnih letih. Britney Spears je bila v Guinessovi knjigi rekordov v letih 2007 in 2009 imenovana za »največkrat iskano osebo na internetu«.
Glasba Britney Spears je vplivala na mnoge druge glasbenike, kot so Kristinia DeBarge, Lady Gaga, Little Boots, Selena Gomez & the Scene, Pixie Lott in Miley Cyrus, ki jo je citirala za enega izmed glasbenikov, ki so ji bili v največji navdih in jo celo omenila v svoji uspešni pesmi »Party in the U.S.A.«.
Bebo Norman je napisal pesem o Britney Spears, imenovano »Britney«, ki je izšla kot singl. Tudi glasbena skupina Busted je napisala pesem o njej, naslovljeno kot »Britney«, ki je izšla na njihovem debitanskem glasbenem albumu. Omenjena je tudi v pesmi pevke Pink, »Don't Let Me Get Me«. Omenjena je tudi kot inspiracija lika Gwyneth Paltrow iz filma Country Strong, izdanega leta 2010. Richard Cheese jo je označil za »edinstveno glasbeno izvajalko« in celo dejal, da je »vsestranska« in jo označil za »tisto, čemu industrija pravi 'ustvarjalec'«. Revija People in MTV sta 1. oktobra 2008 poročala, da Bronxova srednja šola Johna Philipa Souse svoj glasbeni studio poimenovala po njej. Na otvoritvi studija je bila prisotna tudi Britney Spears sama, ki je šolskemu glasbenemu programu donirala 10.000 $.

## Diskografija
- ...Baby One More Time (1999)
- Oops!... I Did It Again (2000)
- Britney (2001)
- In the Zone (2003)
- Blackout (2007)
- Circus (2008)
- Femme Fatale (2011)
- Britney Jean (2013)
- Glory (2016)